# Aenictus gracilis
Aenictus gracilis är en myrart som beskrevs av Carlo Emery 1893. Aenictus gracilis ingår i släktet Aenictus och familjen myror. Inga underarter finns listade i Catalogue of Life.

## Bildgalleri